# Ghirmai Efrem
Ghirmai Efrem, född 4 april 1996, är en eritreansk-svensk simmare. Han tävlar för Simklubben S02 och har tidigare tävlat för Helsingborgs Simsällskap.
Efrem är uppväxt i Helsingborg och har dubbelt medborgarskap; svenskt och eritreanskt. Efrem har utbildat sig till sjökapten på Chalmers. Efrem har tagit medaljer på ungdoms-SM, junior-SM och senior-SM.
Efrem tävlade för Eritrea i landets VM-debut vid VM i simsport 2019 i Sydkorea. Vid olympiska sommarspelen 2020 i Tokyo slutade Efrem på 46:e plats på 50 meter frisim och blev utslagen i försöksheatet. Han var även fanbärare för Eritrea vid OS-invigningen.